# Горбунов Тимофій Сазонович
Тимофій Сазонович Горбунов (6 серпня 1904, село Санники Лепельського повіту Вітебської губернії, тепер Бешенковицького району Вітебської області, Білорусь — 8 жовтня 1969, місто Мінськ, тепер Білорусь) — білоруський радянський діяч, секретар ЦК КП(б) Білорусії з пропаганди і агітації. Член Бюро ЦК КП Білорусії в 1941—1947 і 1950—1960 роках. Депутат Верховної ради Білоруської РСР. Депутат Верховної Ради СРСР 2—5-го скликань. Кандидат історичних наук, доцент, професор (1963). Академік Академії наук Білоруської РСР по відділенню історії (26.12.1959).

## Життєпис
Народився в селянській родині. У 1917—1924 роках працював робітником на тартаку, робітником льонопрядильної фабрики «Двина» у місті Вітебську.
Член ВКП(б) з 1926 року.
З 1926 року — відповідальний секретар районного комітету ЛКСМ Білорусії.
У 1931 році закінчив Мінський комуністичний університет імені Леніна.
Працював редактором районної газети, з 1933 року — кореспондентом газети «Правда».
У 1936 році закінчив Білоруський державний університет у Мінську.
У 1937—1939 роках — головний редактор Державного видавництва Білоруської РСР.
У 1939 — березні 1941 року — відповідальний редактор газети ЦК КП(б) Білорусії «Звязда».
26 березня 1941 — 16 лютого 1947 року — секретар ЦК КП(б) Білорусії з пропаганди та агітації.
Під час німецько-радянської війни був на політичній роботі в Червоній Армії, один із організаторів партизанського руху в Білорусі. Одночасно, в 1942—1945 роках — член Президії Всеслов'янського комітету і редактор журналу «Слов'яни». У 1942—1946 роках — голова Комісії ЦК КП(б) Білорусії з історії Великої Вітчизняної війни.
У 1947—1948 роках — аспірант Академії суспільних наук при ЦК ВКП(б) у Москві.
У 1948—1950 роках — завідувач кафедри марксизму-ленінізму інституту.
У 1949 — червні 1950 року — заступник голови правління Всесоюзного товариства з поширення політичних та наукових знань СРСР, редактор журналу «Наука та життя».
3 червня 1950 — 17 лютого 1960 року — секретар ЦК КП(б) Білорусії з ідеологічних питань.
Одночасно, 28 березня 1955 — 28 березня 1963 року — голова Верховної ради Білоруської РСР.
У 1960—1967 роках — академік-секретар Відділення суспільних наук Академії наук Білоруської РСР, член Президії Академії наук Білоруської РСР. Одночасно, в 1960—1962 роках — президент Білоруського географічного товариства.
Основні праці з історії: «Звільнена Західна Білорусь» (1940), «Героїчне минуле білоруського народу» (1945), «Освіта БРСР» (1949), «Возз'єднання білоруського народу в єдиній радянській соціалістичній державі» (1949 і 1952), «Народи брати: Зв'язки білоруського народу з народами Прибалтики» (1961), «В.І. Ленін — творець Білоруської радянської соціалістичної держави» (1962).
Помер 8 жовтня 1969 року в місті Мінську. Похований на Східному цвинтарі Мінська.

## Нагороди
- орден Леніна (15.08.1944)
- орден Червоного Прапора (1944)
- два ордени Трудового Червоного Прапора (21.8.1954; 1958)
- медалі